# Psaume 67 (66)

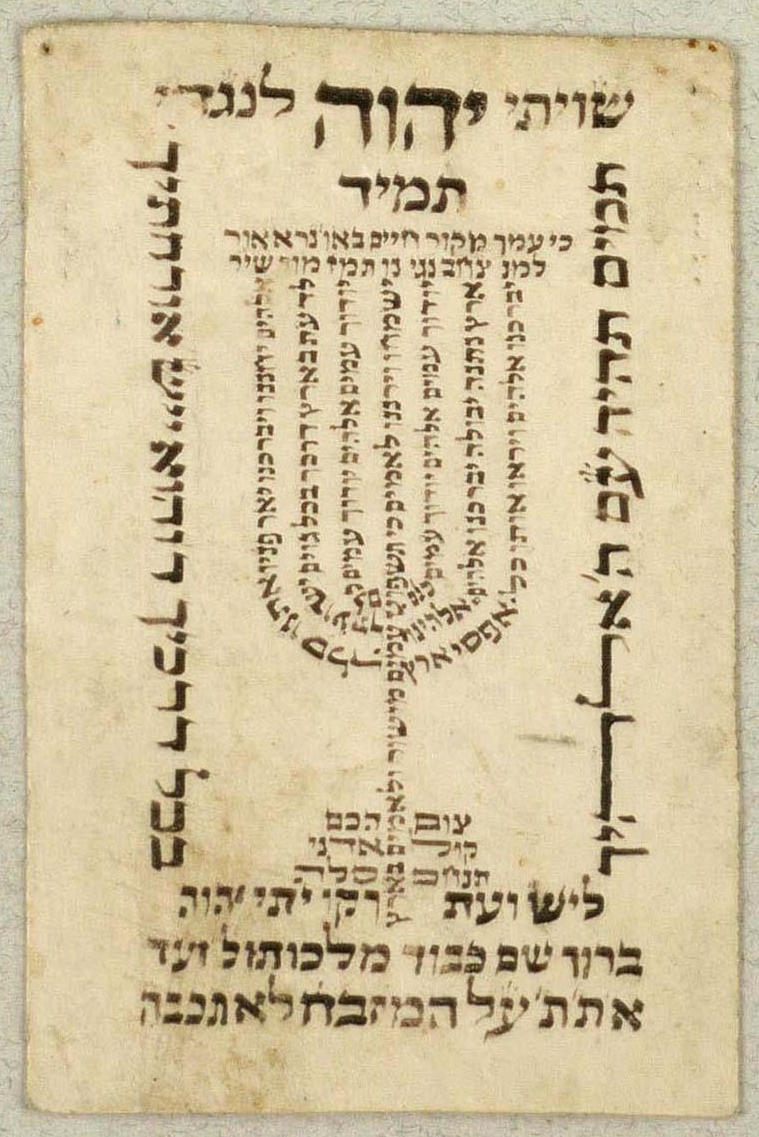
Plaque commémorative juive en forme de menorah datant du XVIII ou XVIII. Le psaume 67 est écrit dans la forme du chandelier.

Le psaume 67 (66 selon la numérotation grecque) exprime l'universalité de la louange due à Dieu. Il a les mêmes indications que le psaume 68, et on peut le ranger dans le groupe des psaumes 65 à 68, qui sont destinés à la louange et à l'action de grâce, avec les instruments à cordes.

## Texte
| verset | original hébreu                                              | traduction française de Louis Segond | Vulgate latine                                                                                             |
| ------ | ------------------------------------------------------------ | --- | --- |
| 1      | לַמְנַצֵּחַ בִּנְגִינֹת, מִזְמוֹר שִׁיר                                      | [Au chef des chantres. Avec instruments à cordes. Psaume. Cantique.]                                                                           | [In finem in hymnis psalmus cantici]                                                                       |
| 2      | אֱלֹהִים, יְחָנֵּנוּ וִיבָרְכֵנוּ; יָאֵר פָּנָיו אִתָּנוּ סֶלָה                      | Que Dieu ait pitié de nous et qu’il nous bénisse, qu’il fasse luire sur nous sa face, [Pause]                                                  | Deus misereatur nostri et benedicat nobis illuminet vultum suum super nos et misereatur nostri [diapsalma] |
| 3      | לָדַעַת בָּאָרֶץ דַּרְכֶּךָ; בְּכָל-גּוֹיִם, יְשׁוּעָתֶךָ                             | Afin que l’on connaisse sur la terre ta voie, et parmi toutes les nations ton salut !                                                          | Ut cognoscamus in terra viam tuam in omnibus gentibus salutare tuum                                        |
| 4      | יוֹדוּךָ עַמִּים אֱלֹהִים: יוֹדוּךָ, עַמִּים כֻּלָּם                            | Les peuples te louent, ô Dieu ! Tous les peuples te louent.                                                                                    | Confiteantur tibi populi Deus confiteantur tibi populi omnes                                               |
| 5      | יִשְׂמְחוּ וִירַנְּנוּ, לְאֻמִּים:כִּי-תִשְׁפֹּט עַמִּים מִישֹׁר; וּלְאֻמִּים, בָּאָרֶץ תַּנְחֵם סֶלָה | Les nations se réjouissent et sont dans l’allégresse ; car tu juges les peuples avec droiture, et tu conduis les nations sur la terre. [Pause] | Laetentur et exultent gentes quoniam iudicas populos in aequitate et gentes in terra diriges [diapsalma]   |
| 6      | יוֹדוּךָ עַמִּים אֱלֹהִים: יוֹדוּךָ, עַמִּים כֻּלָּם                            | Les peuples te louent, ô Dieu ! Tous les peuples te louent.                                                                                    | Confiteantur tibi populi Deus confiteantur tibi populi omnes                                               |
| 7      | אֶרֶץ, נָתְנָה יְבוּלָהּ; יְבָרְכֵנוּ, אֱלֹהִים אֱלֹהֵינוּ                        | La terre donne ses produits ; Dieu, notre Dieu, nous bénit.                                                                                    | Terra dedit fructum suum benedicat nos Deus Deus noster                                                    |
| 8      | יְבָרְכֵנוּ אֱלֹהִים; וְיִירְאוּ אוֹתוֹ, כָּל-אַפְסֵי-אָרֶץ                       | Dieu, nous bénit, et toutes les extrémités de la terre le craignent.                                                                           | Benedicat nos Deus et metuant eum omnes fines terrae                                                       |

## Structure et thème du psaume
La pointe du psaume est le verset 5 sur le jugement et le gouvernement des nations, encadré par un refrain. Le début exprime la pitié de Dieu envers son peuple, et la fin manifeste la bénédiction de Dieu par les fruits de la terre.
Ce psaume affirme la bénédiction de Dieu : elle est demandée par le psalmiste au début du psaume, et devenue effective à la fin. De cette façon, Dieu manifeste sa gloire, qui touche d'abord Israël, puis s'étend à toutes les nations.
L'action de grâce du psalmiste s'exprime de deux façons : dans l'histoire par un jugement droit, et dans la nature par la fécondité de la terre. Cette action de grâce est toujours au pluriel, indiquant sa portée universelle. Le psalmiste s'adresse à toute la terre.

## Usages liturgiques

### Dans le judaïsme
Dans certaines communautés, il est récité avant l'office de maariv, le soir qui achève le sabbat.

### Dans le christianisme

#### Chez les catholiques
Saint Benoît de Nursie sélectionna vers 530 ce psaume en tant que le premier psaume de l'office solennel aux laudes du dimanche (règle de saint Benoît, chapitre XII). Dans un certain nombre d'abbayes qui concervent la tradition, cet office du dimanche se commence toujours avec celui-ci. Saint Benoît demandait également d'exécuter ce psaume lors des laudes de la semaine (chapitre XIII). Cependant, d'autres psaumes remplacèrent plus tard le psaume 66 (67), à l'exception du dimanche, de sorte que tous les 150 psaumes soient lus chaque semaine.    
Le psaume 67 revient souvent dans la liturgie catholique. Il constitue l'une des quatre prières invitatoires de l'office quotidien, et est récité aux vêpres du mercredi de la deuxième semaine et aux laudes du mardi de la troisième semaine.
Il est lu à plusieurs messes au long de l'année : en raison de son thème d'universalité de la grâce rendue à Dieu, il est proposé le vendredi de la troisième semaine de l'Avent, et dans l'octave de la nativité le jour de la fête de sainte Marie, mère de Dieu. On le trouve aussi le 20e dimanche de l'année A, le 6e dimanche de Pâques de l'année C et le mercredi de la 4e semaine de Pâques.

#### Chez les protestants
Dans l'Église luthérienne, il a été tôt mis en forme chorale sous le nom Es wolle Gott uns gnädig sein, mais le nouveau livre de l'office luthérien l'a remplacé.

#### Chez les anglicans
Le psaume 67 peut remplacer le cantique de Zacharie dans la prière du soir. À partir de ce psaume, Henry Francis Lyte a écrit une hymne intitulée God of Mercy, God of grace et Henry Smart en a tiré le chant Heathlands.

## Mise en musique
Le psaume 67 a été mis en musique au XVIe siècle par Thomas Tallis, par Michel-Richard de Lalande en 1687 (S.16).  Plus récemment par Charles Ives et Samuel Adler qui se l'ont approprié .